# Carpathobyrrhulus curticornis
Carpathobyrrhulus curticornis là một loài bọ cánh cứng trong họ Byrrhidae. Loài này được Pic miêu tả khoa học năm 1923.